# Etiopia la Jocurile Olimpice de vară din 2016
Etiopia a participat la Jocurile Olimpice de vară din 2016 de la Rio de Janeiro în perioada 5 – 21 august 2016, cu o delegație de 38 de sportivi, care a concurat în trei sporturi. Cu un total de opt medalii, inclusiv una de aur, Etiopia s-a aflat pe locul 44 în clasamentul final.

## Participanți
Delegația turcă a cuprins 38 de sportivi: 18 de bărbați și 20 de femei. Cel mai tânăr atlet din delegația a fost mărșăluitoarea Yehualeye Beletew (18 ani), cel mai vechi a fost alergătorul Aman Wote (32 de ani).
| Sport    | Masculin | Feminin | Total |
| -------- | -------- | ------- | ----- |
| Atletism | 16       | 19      | 35    |
| Ciclism  | 1        | 0       | 1     |
| Natație  | 1        | 1       | 2     |
| Total    | 18       | 20      | 38    |

## Medaliați
| Medalie | Nume            | Sport    | Probă             | Dată      |
| ------- | --------------- | -------- | ----------------- | --------- |
| Aur     | Almaz Ayana     | Atletism | 10.000 m feminin  | 12 august |
| Argint  | Genzebe Dibaba  | Atletism | 1.500 m feminin   | 16 august |
| Argint  | Feyisa Lilesa   | Atletism | Maraton masculin  | 21 august |
| Bronz   | Tirunesh Dibaba | Atletism | 10.000 m feminin  | 12 august |
| Bronz   | Tamirat Tola    | Atletism | 10.000 m masculin | 13 august |
| Bronz   | Mare Dibaba     | Atletism | Maraton feminin   | 14 august |
| Bronz   | Almaz Ayana     | Atletism | 5.000 m feminin   | 20 august |
| Bronz   | Hagos Gebrhiwet | Atletism | 5.000 m masculin  | 20 august |